# النان
النان (به لاتین: Alenane) یک منطقهٔ مسکونی در موزامبیک است که در Cabo Delgado Province واقع شده‌است.